# Pan señorita
El pan señorita (en inglés: señorita bread), pan español (Spanish bread) o pan de Castilla (en filipino: pan de kastila) es un pan dulce típico de las islas Filipinas, de pequeño tamaño, forma alargada y relleno de caramelo. Contiene harina de trigo, levadura, mantequilla, sal, azúcar, huevos y leche, y el relleno se hace con azúcar moreno, mantequilla y pan rallado. Opcionalmente se le puede añadir un toque de leche condensada o queso rallado suave al relleno. Resulta en un pan de corteza dorada y suave, y una miga blanca y esponjosa. Es un popular pan de merienda (dicho así en filipino).

## Origen
A pesar del nombre, no se originó de España y no tiene relación con los tradicionales panes de horno del mismo país. En la Filipinas prehispánica no existía ni el trigo ni el pan, porque fue introducido por los españoles. Otros productos de panadería tradicionales de Filipinas (llamados panaderya en filipino) que tienen origen hispano son el pandesal, el pan de coco o la ensaymada.

## Preparación
El relleno es una caramelización de azúcar moreno en abundante mantequilla con harina, a veces aromatizado con un toque de canela. Se hace una masa enriquecida con huevos y leche y se rellena con mantequilla y azúcar. Se amasa, se le da una forma triangular y se rellena. Finalmente, se enrolla sobre sí mismo y se espolvorea con miga de pan rallada para generar una capa exterior crujiente tras la cocción.